# Dorsa Rubey
I Dorsa Rubey sono un sistema di creste lunari intitolato al geologo statunitense William Walden Rubey nel 1976. Si trova nell'Oceanus Procellarum e ha una lunghezza di circa 100 km.